# Djebel Messaad
Djebel Messaad (în arabă جبل مسعد) este o comună din provincia M'Sila, Algeria.
Populația comunei este de 13.948 de locuitori (2008).